# Koba (Nguelebok)
Pour les articles homonymes, voir Koba.
Koba est un village du Cameroun situé dans le département de la Kadey et la région de l'Est. Il est localisé dans la commune de Nguelebok.

## Population
En 2005, le village comptait 805 habitants.
En 2012, on y a dénombré 995 personnes.

## Infrastructures
Koba dispose notamment d'une école publique, des points d'eau (forage hydraulique et puits), d'un relais communautaire de santé, d'une école parentale, des installations électriques centralisées.